# Apteroelater
Apteroelater là một chi bọ cánh cứng trong họ 
Elateridae.
Chi này được miêu tả khoa học năm 1964 bởi Golbach.

## Các loài
Chi này có các loài:
- Apteroelater weyrauchi Golbach, 1964